# Club de golf Royal Montréal
Le Club de golf Royal Montréal (anglais : The Royal Montreal Golf Club) est un terrain de golf situé sur l'île Bizard, à Montréal au Canada. Inauguré en 1873, il est le plus ancien club de golf en Amérique du Nord. Le terrain de golf connaît plusieurs déplacements et extensions au cours du XIXe siècle et XXe siècle, le changement le plus notable étant celui de 1959, le club déménagea de Dixie à l’Île-Bizard, où 45 trous furent construits par Dick Wilson, architecte de parcours de golf reconnu. 

## Historique

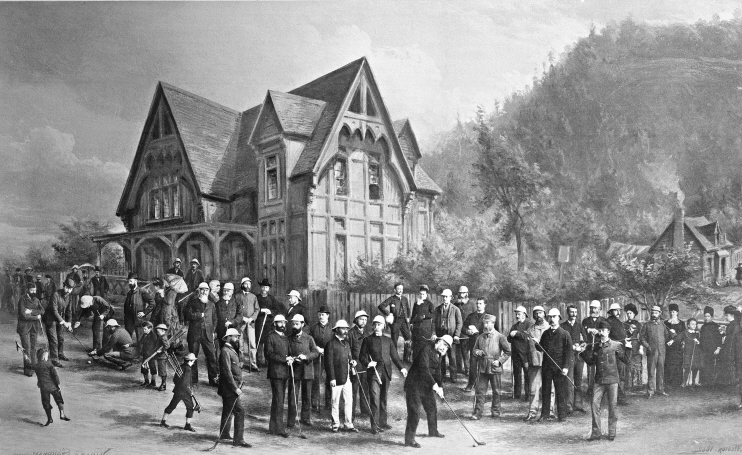
Le Montreal Golf Club, Montréal, photographie composite, 1882

En 1873, un groupe de huit hommes d’affaires montréalais mené par un immigrant écossais, Alexander Dennistoun (en), fonda le Montreal Golf Club. En 1884, après avoir obtenu la permission de la reine Victoria, l'épithète Royal fut ajouté au nom du club, qui devint The Royal Montreal Golf Club.
Le premier parcours était situé au parc Fletcher, faisant partie du parc Jeanne-Mance, qui était à l’époque aux limites de la Ville de Montréal. Il était initialement composé de six trous, auxquels on ajouta quelque temps plus tard trois autres trous pour un total de neuf. Les golfeurs du club portaient un veston rouge. 
En 1896, le club déménagea à Dixie, dans la paroisse de Dorval, où l’on aménagea un parcours de 18 trous. En 1921, on ajouta un deuxième parcours de 18 trous à Dixie. Le club y demeura jusqu’à ce que les pressions causées par la croissance urbaine imposent la décision de déménager à nouveau.
En 1959, le club s'installa donc à l’Île-Bizard, où 45 trous furent construits par Dick Wilson, un architecte de parcours de golf reconnu. En  2004, le parcours bleu fut modifié par un autre architecte très renommé, Rees Jones. Le parcours bleu continue d’être considéré comme l’un des 100 meilleurs parcours au monde.
Dix fois l’hôte de l’Omnium canadien en 2014, le Royal Montréal a écrit un autre chapitre de son histoire en accueillant le prestigieux tournoi de la Presidents Cup en septembre 2007.  La Presidents Cup sera une fois de plus disputée sur le parcours bleu du Royal Montréal en septembre 2024.

## Galerie

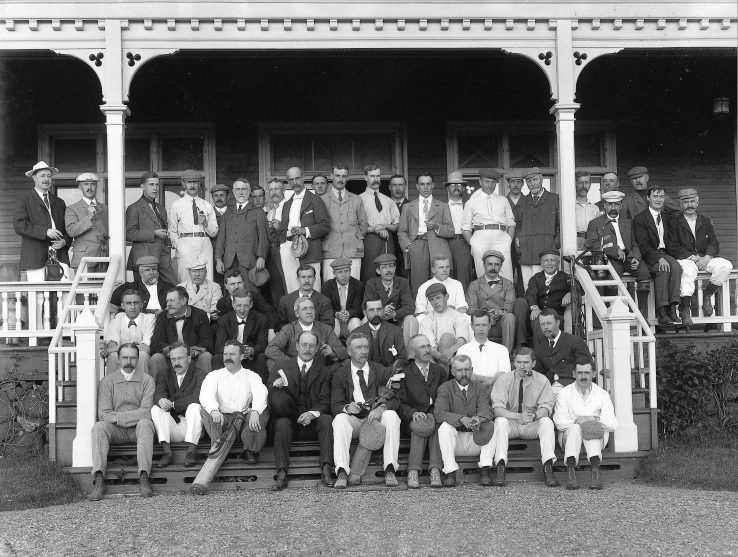
Groupe du Royal Montreal Golf Club, Dorval, 1907
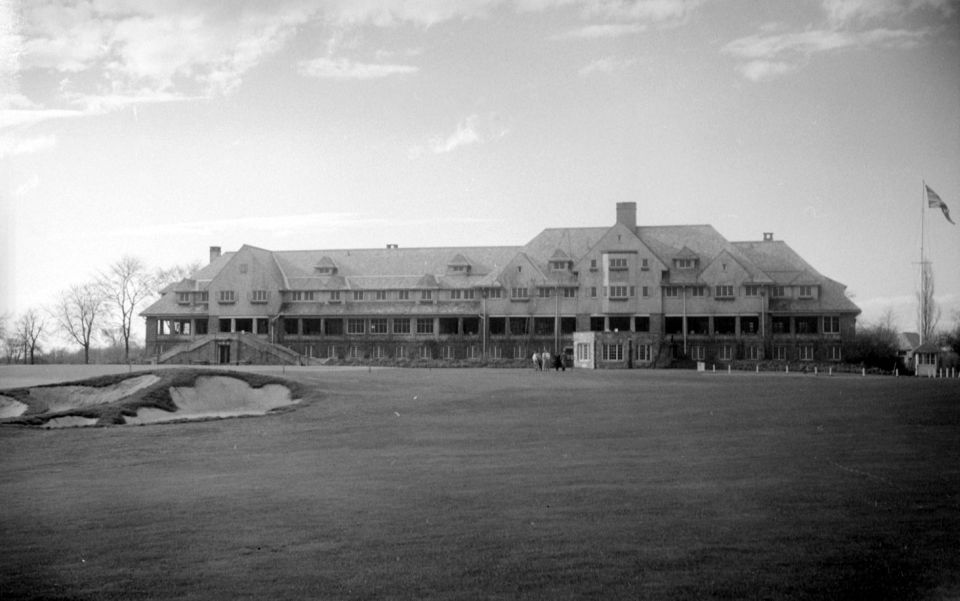
Chalet du Royal Montreal Golf Club, 1938
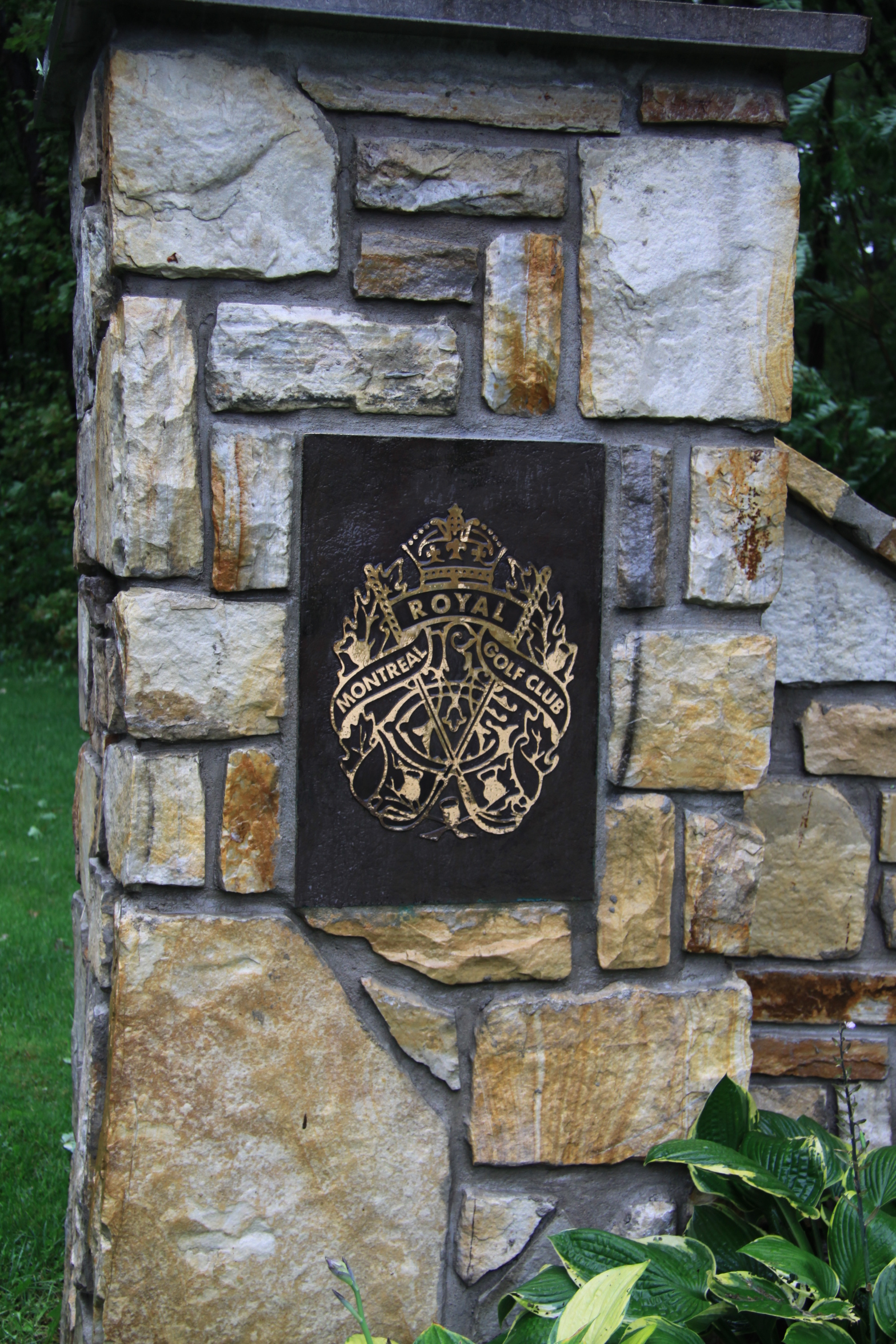
Emblème à l'entrée du club
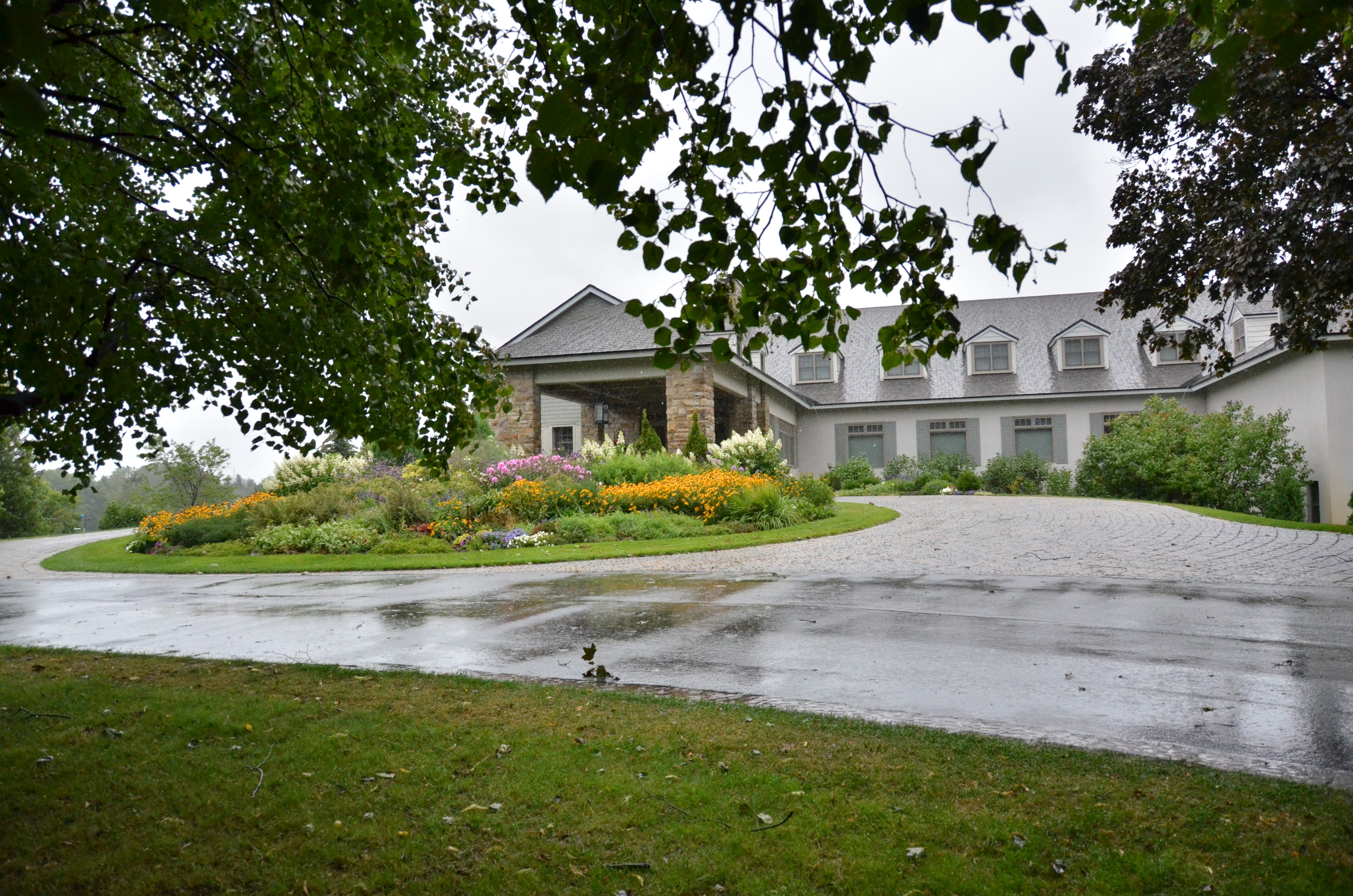
Chalet du club